# Visoka (geslacht)
Visoka is een geslacht van steenvliegen uit de familie beeksteenvliegen (Nemouridae). De wetenschappelijke naam van het geslacht is voor het eerst geldig gepubliceerd in 1952 door Ricker.

## Soorten
Visoka omvat de volgende soorten:
- Visoka cataractae (Neave, 1933)